# Tupik
Tupik (oroszul: Тупик) falu Oroszország ázsiai részén, a Bajkálontúli határterületen, a Tungir-Oljokmai járás székhelye.
A Tungur (az Oljokma mellékfolyója) jobb partján, Csitától 810 km-re északkeletre, Mogocsa vasútállomásától 100 km-re északra helyezkedik el. 
A határterület központi részeitől és közlekedési útvonalaitól távol fekszik. Lakóépületei általában rönkházak, téglából készült emeletes iskolaépületét 1982-ben adták át. A lakosság többnyire vadászattal, prémkikészítéssel.

## Népessége
- 2002-ben 1041 fő[2]
- 2010-ben 971 fő volt.[3]